# Lola Brooke

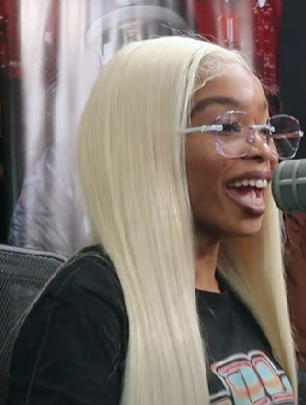
Lola Brooke (2013)

Lola Brooke (* 1. Februar 1994 in Bedford–Stuyvesant, Brooklyn, New York; eigentlich Shyniece Thomas) ist eine US-amerikanische Rapperin.

## Leben
Shyniece Thomas wuchs in Bedford–Stuyvesant, Brooklyn als Einzelkind auf. Ihr Vater verstarb früh. Bei ihren Cousinen, den Marcy Projects, lernte sie mit etwa acht Jahren rappen. Bereits vorher schrieb sie Gedichte. Ihr Cousin hatte ein kleines Studio im Haus ihrer Tante und produzierte Songs mit Pro Tools. Erste Einflüsse waren 50 Cent, Lil Wayne, Meek Mill, DMX, Nicki Minaj, Eve, Busta Rhymes und Missy Elliott. Ihren Künstlernamen leitete sie von Lola Bunny und Brooklyn ab. Sie arbeitete bis 2017 in einer Obdachlosenunterkunft, kündigte jedoch ihren Job, um sich auf ihre Musikkarriere zu konzentrieren.
2016 kam sie zu Team80 und wurde von Meek Mill und Jadakiss unter Vertrag genommen.
2022 gelang ihr der Durchbruch mit ihrem Song Don’t Play with It, der zunächst auf Twitter trendete und später auch auf TikTok und Instagram populär wurde. 2023 hatte sie außerdem einen Cameo-Auftritt in der CBS-Serie East New York.
Im Januar 2023 wurde sie bei Arista Records unter Vertrag genommen. 2023 erschien ein Remix von Don’t Play with It zusammen mit Latto und Yung Miami, der Platz 69 der Billboard Hot 100 erreichte. Am 10. November 2023 erschien ihr Debütalbum Dennis Daughter.

## Diskografie

### Alben
- 2023: Dennis Daughter (Arista Records)

### Singles
- 2018: Bipolar
- 2018: Not the Same
- 2019: Boy!
- 2019: Cash Out
- 2020: Shittin’ Me?
- 2020: Options
- 2020: My Bop
- 2021: Don’t Play with It (mit Latto x Yung Miami oder feat. Billy B)
- 2021: Dummy Ummy
- 2022: On My Mind
- 2022: Fire in the Booth Pt. 1
- 2022: Gator Season
- 2022: Here I Come
- 2023: So Disrespectful
- 2023: Blind Em
- 2023: Just Relax
- 2023: Life’s on the Line
- 2023: You (feat. Bryson Tiller, US: Gold)
- 2023: Pit Stop (feat. French Montana)

## Awards und Nominierungen
| Award              | Jahr | Nominierung | Kategorie                        | Resultat  | Ref.   |
| ------------------ | ---- | ----------- | -------------------------------- | --------- | ------ |
| BET Awards         | 2023 | Lola Brooke | Best New Artist                  | Nominiert | [ 10 ] |
| BET Hip Hop Awards | 2023 | Lola Brooke | Best Breakthrough Hip-Hop Artist | Nominiert | [ 11 ] |